# Wyatt Family
Palmarès
1 fois champions par équipe de la NXT - (Erick Rowan et Luke Harper)
1 fois champion de la WWE - (Bray Wyatt)
1 fois champions par équipe de SmackDown - (Bray Wyatt, Randy Orton et Luke Harper)
La Wyatt Family était un clan de catcheurs Heel, composée de Bray Wyatt (leader), Erick Rowan («Premier fils»), Luke Harper («Second fils»), Braun Strowman («Troisième fils») et Randy Orton. Il était connu pour son travail à la World Wrestling Entertainment, où il a remporté une fois les titres par équipe de la NXT, le titre de la WWE et les titres par équipe de SmackDown. Ce clan avait un gimmick de famille américaine profonde, où chaque membre portait un masque de mouton (sauf Bray Wyatt, Luke Harper et Randy Orton).

## Carrière

### Formation du clan (2012-2013)

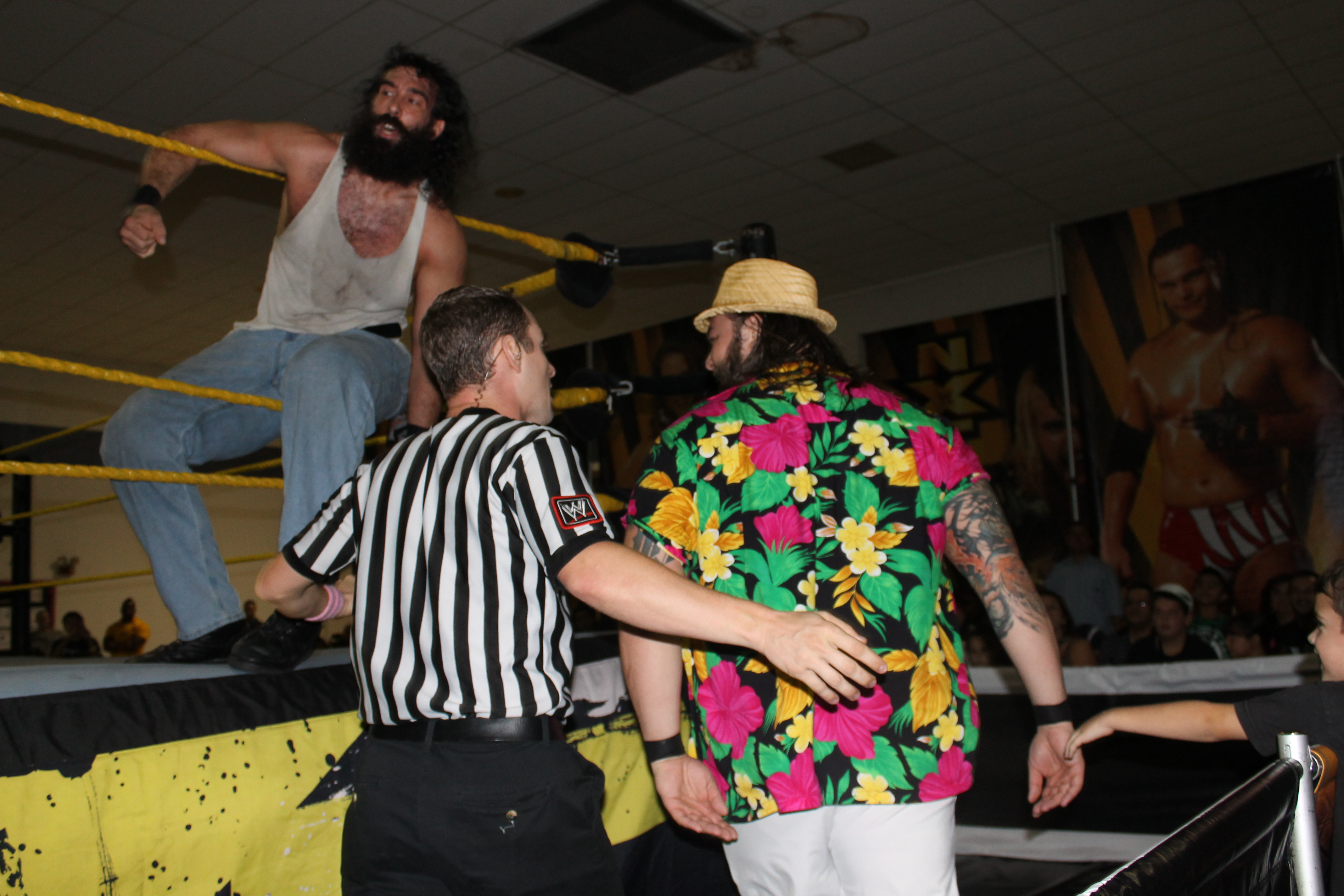
Luke Harper (à gauche sur le ring) et Bray Wyatt (à droite de dos) à NXT en novembre 2012.

Durant le mois d'avril 2012, Windham Rotunda commence à utiliser le gimmick de Bray Wyatt,. À la suite de la fermeture de la FCW, Wyatt est envoyé avec les autres catcheurs de la FCW à la NXT, le nouveau club-école de la WWE. Il y débute en battant Aiden English dans un match simple(en). Wyatt se décrit comme un gourou et se croit plus monstrueux qu'humain. En juillet, Rotunda est obligé de subir une opération du muscle pectoral. Cela ne l'empêche pas d’apparaître à la NXT en fondant la Wyatt Family avec Luke Harper, le premier fils, et Erick Rowan, le second,,.
Le 8 mai 2013, Luke Harper et Erick Rowan remportent le championnat par équipe de la NXT face à Adrian Neville et Bo Dallas. Ils le perdent le 17 juillet face à Adrian Neville et Corey Graves.

### Débuts dans le roster principal (2013-2014)

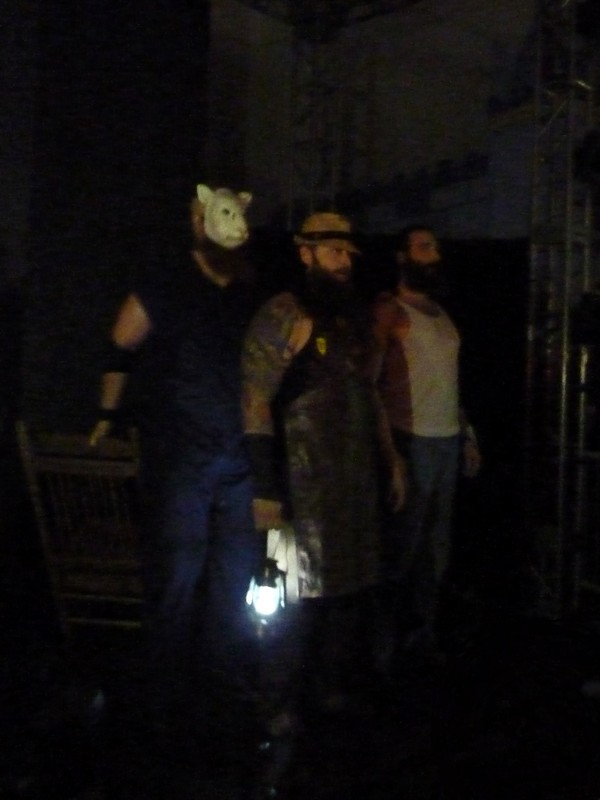
La famille Wyatt durant leur entrée, novembre 2013.

Le 27 mai à Raw, une vidéo est publiée annonçant la venue prochaine de la Wyatt Family. Le 8 juillet, la Wyatt Family fait ses débuts dans le roster principal de la WWE en agressant Kane après sa victoire contre Christian. Kane défie Bray Wyatt dans un Ring on Fire au SummerSlam. Le 18 août, lors de ce pay-per-view Wyatt bat Kane, Harper et Rowan viennent l'attaquer puis ils l'emmènent avec eux. À Battleground, Wyatt continue sur sa lancée avec une victoire sur Kofi Kingston.
L'équipe commence ensuite une rivalité avec Daniel Bryan et CM Punk, qui aboutit à un match aux Survivor Series, où Harper et Rowan perdent. À TLC, le trio bat Daniel Bryan dans un match handicap à 3 contre 1.
Au Royal Rumble, Bray Wyatt bat Daniel Bryan, ce qui met fin à la rivalité.

### Rivalité avec John Cena et séparation du groupe (2014)

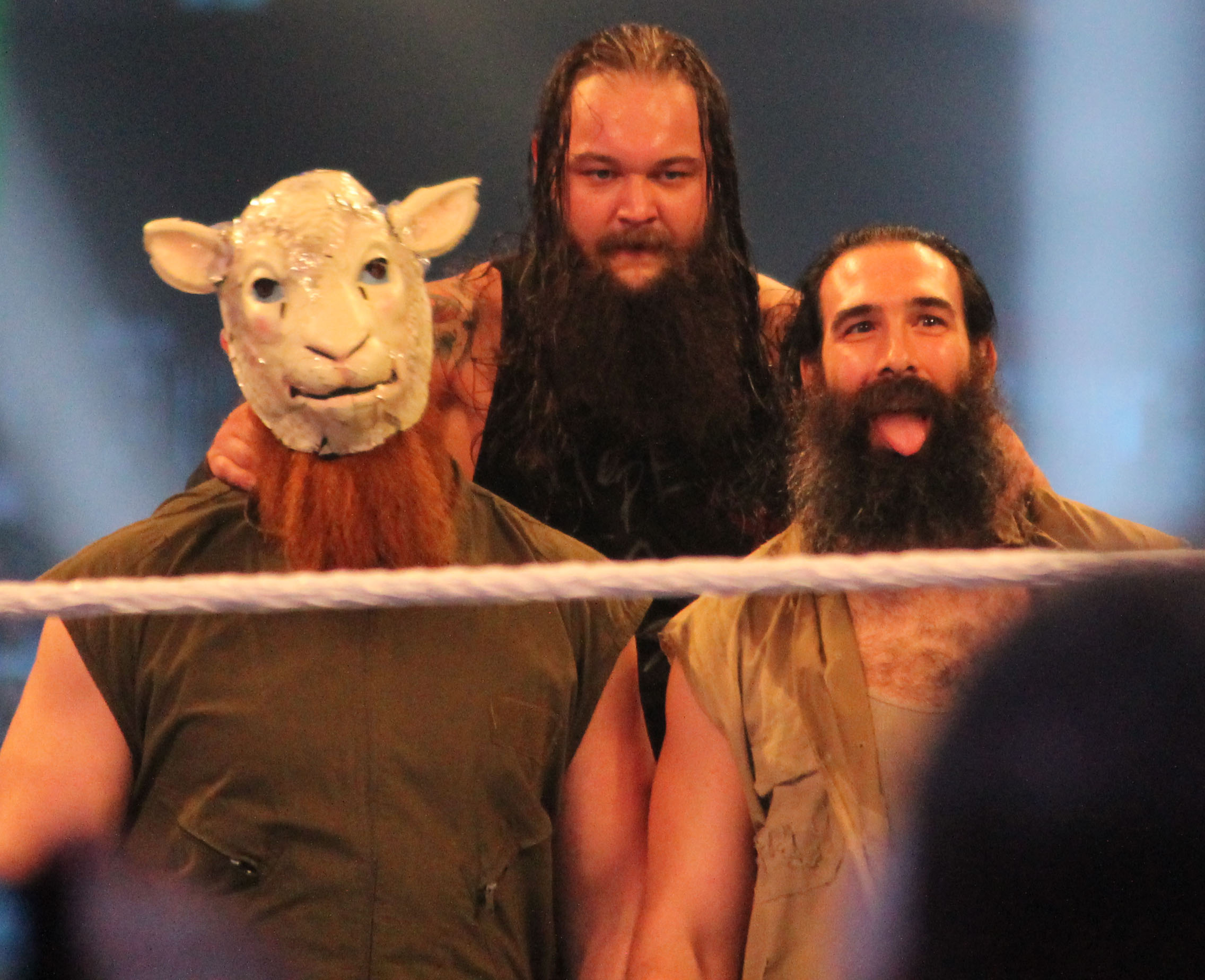
La famille Wyatt à WrestleMania XXX, avec de gauche à droite, Erick Rowan, Bray Wyatt et Luke Harper.

Lors de l'Elimination Chamber, ils battent The Shield.
Lors de WrestleMania XXX, Bray Wyatt perd contre John Cena. Lors d'Extreme Rules, Wyatt prend sa revanche et bat Cena dans un Steel Cage match. Lors de Payback, Bray Wyatt reperd contre John Cena dans un Last Man Standing Match.
Lors du Money in the Bank, Luke Harper et Erick Rowan perdent face aux Usos et ne remportent donc pas les WWE Tag Team Championship. Le soir même, Bray Wyatt participe au Ladder Match qui comprenait également John Cena, Alberto Del Rio, Sheamus, Cesaro, Roman Reigns, Kane et Randy Orton pour couronner le nouveau WWE World Heavyweight Championship, rendu récemment vacant à la suite d'une blessure de Daniel Bryan. Il ne parvient cependant pas à remporter le match au profit de John Cena.
Lors de Battleground, Luke Harper et Erick Rowan perdent une nouvelle fois face aux Usos, cette fois-ci dans un 2 Out Of 3 Falls Match et ne remportent donc toujours pas les titres par équipe. Le soir même, Bray Wyatt perd face à Chris Jericho. Lors de SummerSlam, Bray Wyatt bat Chris Jericho.
Le 17 novembre Luke Harper bat Dolph Ziggler et remporte le titre intercontinental avant de le perdre quelques semaines plus tard face à Ziggler.
Après plusieurs semaines de repos et des vidéos annonçant une séparation entre les membres de la Wyatt Family, Bray Wyatt effectue seul son retour lors de Hell in a Cell en interférant dans le combat de Dean Ambrose et de Seth Rollins. Il attaque Dean Ambrose et laisse Seth Rollins remporter le combat.

### Réunion du groupe (2015-2016)
Lors du Raw du 7 mai 2015, Erick Rowan s'allie à nouveau à Luke Harper. Cette alliance prendra vite fin temporairement à la suite de la blessure de Rowan.
Lors de Battleground, le groupe se reforme lorsque Luke Harper attaque Roman Reigns et assure la victoire de Bray Wyatt. Lors de SummerSlam, ils perdent contre Roman Reigns et Dean Ambrose. Le lendemain à Raw, ils perdent par disqualification contre Ambrose et Reigns, après qu'un nouveau membre de la Wyatt Family attaque Ambrose et Reigns. Ce membre se fait appeler Braun Strowman. Lors de Night of Champions, ils battent Roman Reigns, Dean Ambrose et Chris Jericho. Lors de Hell in a cell, Bray Wyatt perd contre Roman Reigns, puis plus tard dans la soirée le groupe attaque The Undertaker juste après que celui-ci ait perdu contre Brock Lesnar. Lors de Survivor Series, Bray Wyatt et Luke Harper accompagnés de Braun Strowman et Erick Rowan perdent face aux Brothers of Destruction.
Lors de TLC, ils battent les ECW Originals dans un match de table par équipe à élimination en éliminant en dernier Bubba Ray Dudley.

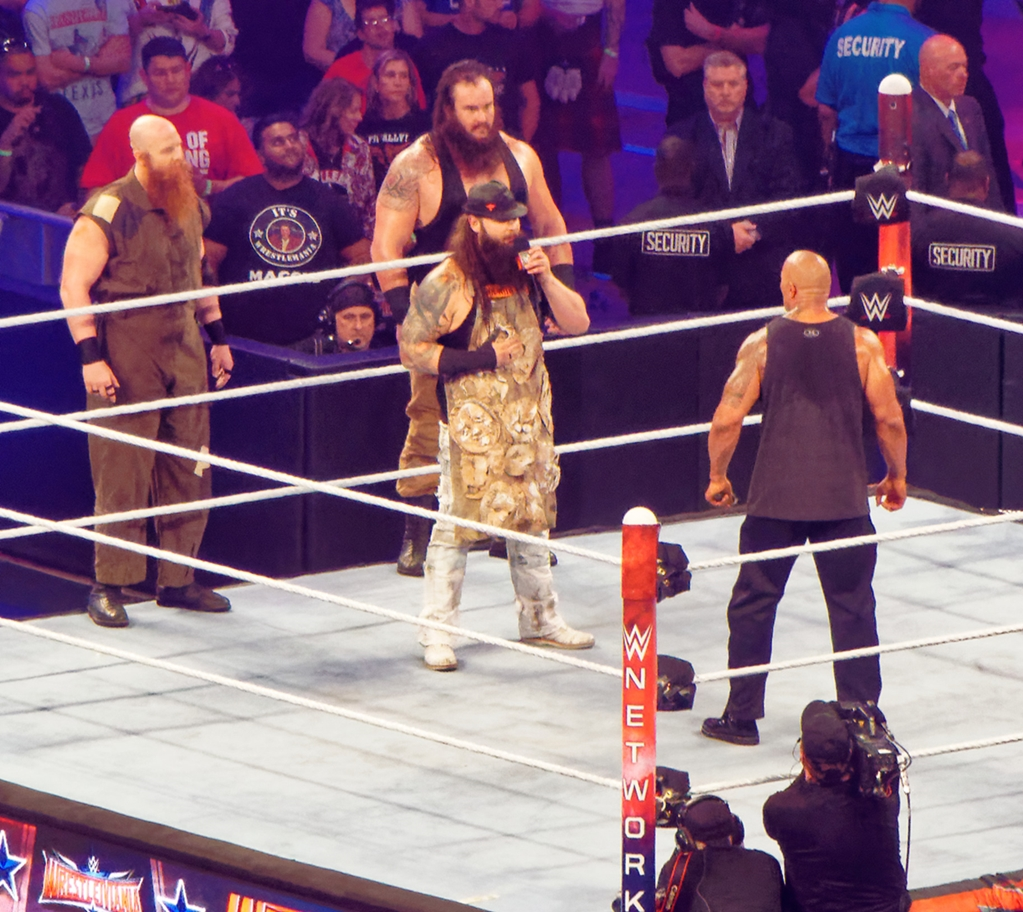
La famille Wyatt faisant face au Rock, à WrestleMania 32.

Le 21 mars 2016, Luke Harper se blesse au genou lors d'un dark match, l'éloignant du ring pour une durée de six mois. Lors de WrestleMania 32, ils interrompent The Rock qui défie Erick Rowan et le bat en six secondes.

### Nouvelle Wyatt Family, premières tensions et séparation (2016-2017)

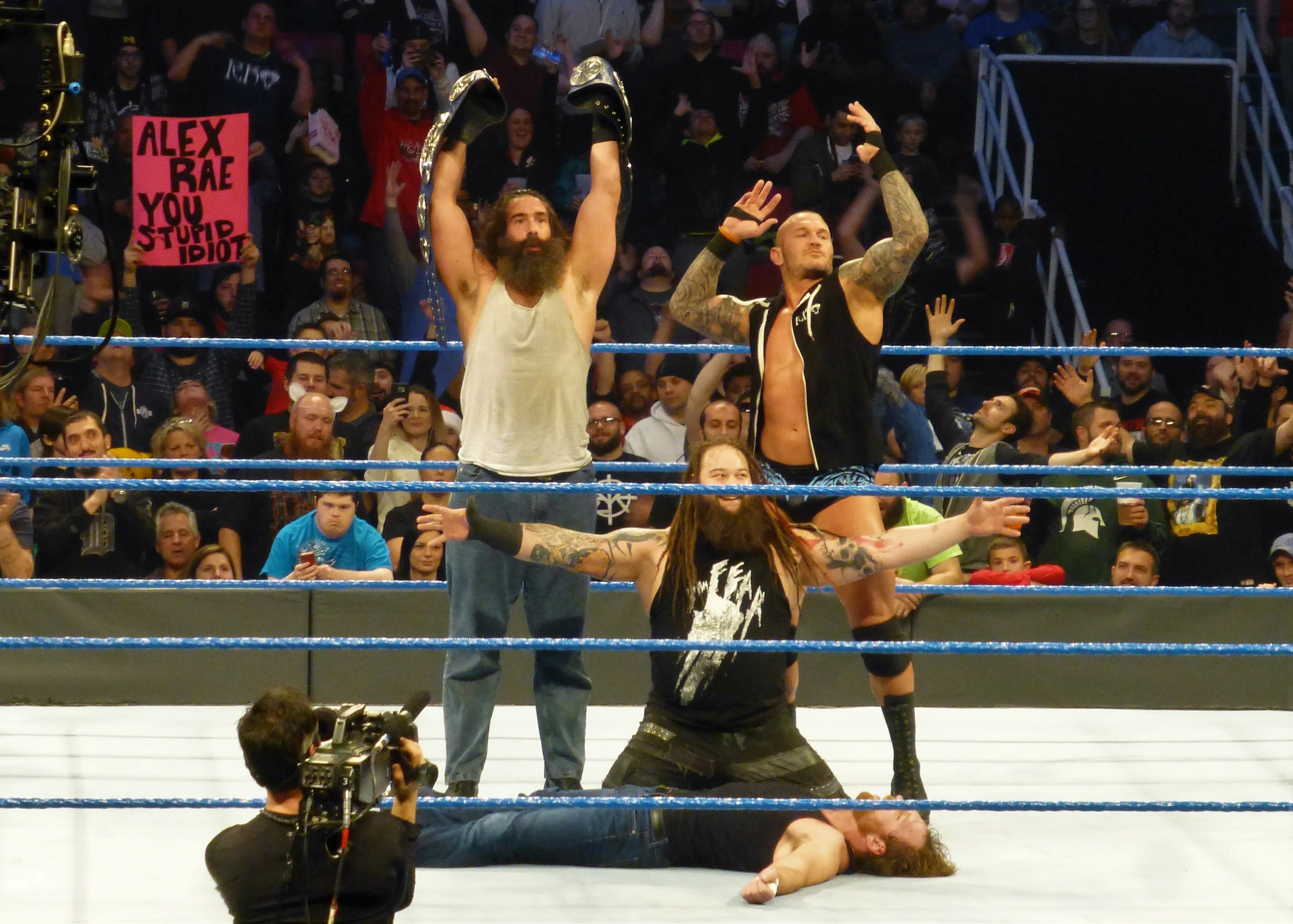
The "New" Wyatt Family avec les titres par équipes de SmackDown (de gauche à droite) Luke Harper, Bray Wyatt, et Randy Orton posant sur Dean Ambrose.

Le 19 juillet à SmackDown, lors de l'épisode spécial draft, Bray Wyatt et Erick Rowan sont transférés à SmackDown, tandis que Braun Strowman est transféré à Raw. Plus tard dans la soirée, Bray Wyatt bat Xavier Woods. Lors de Battleground, Wyatt, Rowan et Strowman battent The New Day. 
Lors de No Mercy, Bray Wyatt bat Randy Orton, grâce à une intervention de Luke Harper qui effectue son retour de blessure. Le 1er novembre à SmackDown, Randy Orton rejoint officiellement la Wyatt Family, en battant Kane avec l'aide Bray Wyatt et Luke Harper dans un match sans disqualification.
Lors de TLC, Wyatt et Orton battent Heath Slater et Rhyno et remportent les WWE SmackDown Tag Team Championship. Trois jours plus tard, Luke Harper a également été annoncé en tant que champion en vertu de la « Freebird Rules ». Le 27 décembre à SmackDown, ils perdent leurs titres dans un Fatal Four Way Corners Elimination match qui comprenait The Usos, Heath Slater et Rhyno et American Alpha au profit de ces derniers. Durant les semaines suivantes, des tensions ont lieu entre Orton et Harper. Le 24 janvier 2017, après la défaite de Harper dans un match face à Orton, Wyatt attaque Harper avec un Sister Abigail, ce qui marque la fin de Harper dans l'équipe.
Au Royal Rumble, Bray Wyatt rentre en 21e position et est éliminé en 28e position par Roman Reigns alors que Randy Orton entre en 23e position et élimine Roman Reigns en dernier, marquant sa seconde victoire dans un Royal Rumble, après celui de 2009. Cela lui donne le droit d'affronter le champion de la WWE à WrestleMania 33.
Lors de l'Elimination Chamber, Randy Orton bat Luke Harper tandis que Bray Wyatt remporte son premier championnat de la WWE en battant John Cena, The Miz, Baron Corbin, AJ Styles et Dean Ambrose. Lors du SmackDown du 28 février, Randy Orton trahit Bray Wyatt en disant qu'il n'a fait cela que pour mieux l'arnaquer, lui annonce qu'il ne renoncera jamais à son droit au titre et qu'il va détruire Sister Abigail, puis mettra le feu à la ferme de Bray Wyatt, ce qui marque la fin de son alliance avec The Wyatt Family et le fait tourner face une fois de plus.
Lors de WrestleMania 33, Bray Wyatt perd le WWE Championship face à Randy Orton.
Le 10 avril, Bray Wyatt est drafté à Raw, laissant Erick Rowan seul à SmackDown, ce qui marque la fin de la Wyatt Family.

## Membres du groupe
| Identité            | Arrivée                                       | Départ                            | Notes |
| ------------------- | --------------------------------------------- | --------------------------------- | --- |
| Bray Wyatt (leader) | 7 novembre 2012 19 juillet 2015               | 29 septembre 2014 10 avril 2017   | 1 fois WWE Champion 1 fois WWE SmackDown Tag Team Champion                                               |
| Luke Harper         | 7 novembre 2012 19 juillet 2015               | 29 septembre 2014 24 janvier 2017 | 1 fois NXT Tag Team Champion 1 fois WWE SmackDown Tag Team Champion 1 fois WWE Intercontinental Champion |
| Erick Rowan         | 12 décembre 2012 19 octobre 2015 17 juin 2024 | 29 septembre 2014 10 avril 2017   | 1 fois NXT Tag Team Champion                                                                             |
| Daniel Bryan        | 30 décembre 2013                              | 13 janvier 2014                   | |
| Braun Strowman      | 24 août 2015                                  | 24 juillet 2016                   | |
| Randy Orton         | 1er novembre 2016                             | 28 février 2017                   | 1 fois WWE SmackDown Tag Team Champion Vainqueur du Royal Rumble 2017                                    |

## Palmarès
- World Wrestling Entertainment
  - 1 fois WWE Championship - Bray Wyatt
  - 1 fois WWE SmackDown Tag Team Championship - Bray Wyatt, Randy Orton et Luke Harper
  - 1 fois NXT Tag Team Championship - Erick Rowan et Luke Harper
  - Royal Rumble (2017) - Randy Orton